# Бихејвиорална модификација
Бихевиорална модификација је модификација или измена понашања личности применом метода оператног условљавања базираној на бихевиоралној теорији социјалног учења.